# Ártánd
Ártánd is een plaats (község) en gemeente in het Hongaarse comitaat Hajdú-Bihar. Ártánd telt 598 inwoners (2001).